# Scott Gomez
Scott Carlos Gomez (ur. 23 grudnia 1979 w Anchorage) – amerykański hokeista pochodzenia meksykańsko-kolumbijskiego. Reprezentant USA.

## Kariera
- New Jersey Devils (1999-2004, 2005-2007)
  -  Alaska Aces (2004-2005)
- New York Rangers (2007-2009)
- Montreal Canadiens (2009-2013)
  -  Alaska Aces (2012)
- San Jose Sharks (2013)
- Florida Panthers (2013-2014)
- New Jersey Devils (2014-2015)
- St. Louis Blues (2015)
- Hershey Bears (2016)
- Ottawa Senators (2016)

Na okres lokautu w sezonie 2004/2005 i ponownie od listopada 2012 roku w sezonie NHL (2012/2013) związany kontraktem z klubem Alaska Aces. Następnie w styczniu klub Montreal Canadiens zrezygnował z jego usług. Od stycznia zawodnik San Jose Sharks. Od lipca zawodnik Florida Panthers, związany rocznym kontraktem. Od października 2015 do końca tego roku zawodnik St. Louis Blues. Od stycznia do końca lutego 2016 zawodnik Hershey Bears. Od marca 2016 zawodnik Ottawa Senators. Na początku września 2016 ogłosił zakończenie kariery zawodniczej.
Uczestniczył w turniejach mistrzostw świata Pucharu Świata 2004 oraz zimowych igrzysk olimpijskich 2006.

## Sukcesy
Klubowe
- Puchar Stanleya: 2000, 2003

Indywidualne
- CHL Top Prospects Game: 1998
- Mistrzostwa świata juniorów do lat 20 w 1999:
  - Pierwsze miejsce w klasyfikacji asystentów turnieju: 7 asyst
- Sezon NHL (1999/2000):
  - NHL All-Rookie Team
  - NHL All-Star Game
  - Calder Memorial Trophy
- Sezon NHL (2007/2008):
  - NHL All-Star Game